# Sorótxie
Sorótxie (en rus: Сорочье) és un poble de l'óblast d'Astracan, a Rússia, segons el cens del 2010 tenia3 945 habitants.